# Скачков, Владимир Константинович
Владимир Константинович Скачков (1887—1961) — штабс-ротмистр 12-го гусарского Ахтырского полка, герой Первой мировой войны.

## Биография
Потомственный почетный гражданин. Общее образование получил в Одесском реальном училище Св. Павла, где окончил полный курс.
В 1909 году окончил Николаевское кавалерийское училище, откуда выпущен был корнетом в 12-й гусарский Ахтырский полк. Произведен в поручики 10 сентября 1912 года.
В Первую мировую войну вступил со своим полком. Удостоен ордена Святого Георгия 4-й степени
За то, что, будучи в чине поручика, на рассвете 27 августа 1914 года, по собственной инициативе произвел разведку и обнаружил наступление противника в больших силах, выяснив направление развертывания их; после чего в обстановке исключительной опасности, от обходящего его противника, под ружейным огнем своевременно донес об этом в штаб своей дивизии, чем дал возможность дивизии не быть захваченной врасплох и изготовиться к бою в новой обстановке, что имело громадное влияние на исход всей операции.
Произведен в штабс-ротмистры 22 мая 1916 года «за выслугу лет». 24 января 1917 года назначен адъютантом командующего 8-й армией генерала Каледина, с оставлением в списках полка.
В Гражданскую войну участвовал в Белом движении в составе Вооруженных сил Юга России. В конце 1919 года — в штабе войск Новороссийской области. Был произведен в ротмистры. Эвакуировался из Одессы в Салоники на корабле «Рио-Пардо».
В эмиграции во Франции. Состоял начальником полковой группы (кавалерийской дивизии) 12-го гусарского полка во Франции. В 1947 году переехал в Бразилию. Публиковался в журнале «Часовой». Умер в 1961 году.

## Награды
- Орден Святого Владимира 4-й ст. с мечами и бантом (ВП 5.12.1914)
- Орден Святой Анны 4-й ст. с надписью «за храбрость» (ВП 5.12.1914)
- Орден Святого Станислава 3-й ст. с мечами и бантом (ВП 5.12.1914)
- Орден Святой Анны 3-й ст. с мечами и бантом (ВП 9.04.1915)
- Орден Святого Станислава 2-й ст. с мечами (ВП 2.05.1915)
- Орден Святого Георгия 4-й ст. (ВП 12.01.1917)
- старшинство в чине поручика с 15 июня 1911 года (ВП 30.04.1916)
- старшинство в чине штабс-ротмистра с 15 июня 1914 года (ПАФ 28.08.1917)